# Svetlana Vrzić Petronijević
Profesor dr Sci Med Svetlana Vrzić Petronijević je specijalista ginekologije i akušerstva i subspecijalista perinatologije. Načelnik je Poliklinike za perinatologiju Klinike za ginekologiju i akušerstvo Kliničkog centra Srbije, nastavnik na Medicinskom fakultetu Univerziteta u Beogradu i osnivač ordinacije „Petronijević”.

## Biografija
Rođena je u Beogradu kao jedino dete Milana i Milanke Vrzić (rođene Lukić), profesora matematike. Osnovnu školu, a zatim i Osmu beogradsku gimnaziju (danas Treću beogradsku gimnaziju) završila je kao nosilac Vukove diplome.
Sa suprugom i kolegom ginekologom dr sci med Milošem Petronijevićem, profesorom Medicinskog fakulteta Univerziteta u Beogradu i načelnikom odeljenja Visokorizičnih trudnoća Klinike za ginekologiju i akušerstvo KCS osnovala je 2004. godine specijalističku ginekološko – akušersku ordinaciju „Petronijević”..
Majka je blizanaca Milice i Milana.
Govori engleski i francuski jezik.

## Školovanje i usavršavanje
Upisala je 1985. godine Medicinski fakultet u Beogradu. Tokom studiranja bila je student-demonstrator na predmetu Biologija sa humanom genetikom i učestvovala na studentskim kongresima. Studije medicine završila je u roku sa prosečnom ocenom 9,4.
U Kliničkom centru Srbije radi od 1992. godine, kada je i započela specijalizaciju ginekologije i akušerstva. Zvanje specijaliste i magistra medicinskih nauka stekla je 1997. godine odbranom magistarske teze na temu „Korelacija između stepena vaskularnih poremećaja i perinatalnog ishoda trudnica obolelih od diabetes mellitusa”.
Doktorsku disertaciju iz oblasti ginekološke onkologije pod nazivom „Sarkomi uterusa – kliničke i histopatološke karakteristike” odbranila je na Medicinskom fakultetu u Beogradu 2001. godine, a 2004. godine kao rezultat ovog rada objavila je monografiju “Sarkomi uterusa”.
Tokom 2006. godine boravila je na usavršavanju u Universitätsklinikum Hamburg – Eppendorf gde je imala prilike da sarađuje sa Prof. dr Kurtom Hecherom, jednim od vodećih stručnjaka iz oblasti fetalne medicine.
Užu specijalizaciju perinatalne medicine upisala je 2007. godine i stekla je zvanje specijaliste perinatologije odbranom rada pod nazivom „Primena fetalne ehokardiografije u prenatalnoj dijagnostici urođene srčane mane”.
Jednogodišnju edukaciju iz fetalne ehokardiografije pod mentorstvom specijaliste dečje kardiologije profesora Vojislava Parezanovića završila je u Univerzitetskoj dečjoj klinici 2010. Ova saradnja rezultirala je i odbranom subspecijalističkog rada iz oblasti fetalne ehokardiografije.
Stalni je član Konzilijuma za fetalne anomalije Klinike za ginekologiju i akušerstvo KCS u Beogradu. U toku godine obavi preko 100 operativnih zahvata (carskih rezova i ginekoloških operacija) i invazivnih procedura (CVS, amniocenteza, kordocenteza, punkcija).
Osim ultrazvučne dijagnostike i fetalne medicine, oblast interesovanja je i minimalno invazivna hirurgija (histeroskopija i laparoskopija) za koju je edukaciju završila u Beogradu i Londonu.

## Članstvo u organizacijama
Potpredsednik je Intersekcijskog Odbora za urogenitalne infekcije SLD. Uvela je program skrininga na GBS kolonizaciju trudnica u poslednjem trimestru trudnoće u Klinici za ginekologiju i akušerstvo KCS.
Predsednik je medicinskog odbora Hidrocefalus i spina bifida asocijacije Srbije (HISBAS), koja je članica IFSBH (International Federation Spina Bifida and Hydrocephalus). Jedna je od osnivača Udruženja za fetalnu i neonatalnu medicinu Srbije i angažovana je kao predavač u Školi ultrazvuka u perinatologiji Udruženja, kao i u Školi opstetričkog ultrazvuka u organizaciji GAK Narodni front. Predavač je po pozivu na međunarodnim i domaćim stručnim i naučnim skupovima.
Aktivna je članica Međunarodnog udruženja za primenu ultrazvuka u ginekologiji i akušerstvu (ISUOG). Član je SLD, i UGOSCGRS.

## Akademski rad
Nastavnik je na Katedri za ginekologiju i akušerstvo Medicinskog fakulteta Univerziteta u Beogradu gde je u zvanje vanrednog profesora. Aktivno učestvuje u edukaciji studenata medicine na na srpskom i engleskom jeziku, a predavač je ginekologije i akušerstva i na Medicinskom fakultetu Vojnomedicinske akademije u Beogradu. Mentor je prilikom izrade diplomskih radova studenata medicine, završnih radova studenata akademskih specijalističkih studija i doktorskih disertacija, kako na srpskom tako i na engleskom jeziku. Učestvuje u obuci i edukaciji lekara na specijalizaciji ginekologije i akušerstva, opšte medicine i dečje neurologije i lekara na užoj specijalizaciji perinatologije i neonatologije. Predavač je po pozivu na mnogobrojnim domaćim i međunarodnim akreditovanim skupovima
Poseban i veoma važan aspekt predstavlja edukacija žena svih životnih doba, i naročito trudnica. Pored mnogobrojnih intervjua i priloga u specijalizovanim i informativnim televizijskim emisijama nacionalnog karaktera, izdvaja se i višegodišnja saradnja u emisiji “Mama, tata i ja”, autorke Duške Vučinić Lučić, prikazivane na Trećem kanalu RTS u kojoj su obrađene mnogobrojne teme od interesa za reproduktivno zdravlje porodice i njeno potomstvo.

## Bibliografija
Autor je i koautor preko 150 stručnih radova objavljenih u relevantnim inostranim i domaćim naučnim publikacijama i saopštenih na kongresima i naučnim i stručnim skupovima, knjiga i udžbenika. Dobitnica je nagrade Ginekološko-akušerske sekcije SLD „Akademik dr Berislav Berić” za najbolji rad mladog autora.

### Monografije
- Petronijević M, Petković S, Pervulov M, Vrzić S. Carski rez. Metropolitan Agency, Beograd, 1998.
- Vrzić-Petronijević S, Petronijević M. Petković S. Sarkomi uterusa. Anturijum, Beograd 2004.
- Berisavac M, Petronijević M, Vrzić-Petronijević S. Dojka u trudnoći i laktaciji. Hadar int. LTD, Beograd, 2006.

### Udžbenici
- Vrzić S. Oralna kontracepcija i reprodukcija. U: Kontracepcija. Urednici: Petković S, Radosavljević A. Medicinski fakultet Univerziteta u Beogradu, Beograd 1997;34-38.
- Vrzić S. Posebna upotreba oralnih kontraceptivnih preparata. U: Kontracepcija. Urednici: Petković S, Radosavljević A. Medicinski fakultet Univerziteta u Beogradu, Beograd 1997. 54-58.
- Vrzić S. Aplikacija intrauterinog uloška. U: Kontracepcija. Urednici: Petković S, Radosavljević A. Medicinski fakultet Univerziteta u Beogradu, Beograd 1997. 137-141.
- Vrzić S. Kontraceptivni sunđer. U: Kontracepcija. Urednici: Petković S, Radosavljević A. Medicinski fakultet Univerziteta u Beogradu, Beograd 1997. 159.
- Vrzić S. Spermicidna sredstva. U: Kontracepcija. Urednici: Petković S, Radosavljević A. Medicinski fakultet Univerziteta u Beogradu, Beograd 1997. 160-162.
- Vrzic S. Poremećaji toka porođaja. U: Protokoli feto-maternalne medicine. Urednici: Cvetković M, Ljubić A. Medicina Moderna, Beograd 2002.151-153.
- Vrzic S. Distokija ramena. U: Protokoli feto-maternalne medicine. Urednici: Cvetković M, Ljubić A. Medicina Moderna, Beograd 2002.153-154.
- Vrzic S. Porođaj trudnice sa dijabetes melitusom. U: Protokoli feto-maternalne medicine. Urednici: Cvetković M, Ljubić A. Medicina Moderna, Beograd 2002.154-155.
- Vrzic S. Porođaj trudnice sa hipertenzivnim sindromom. U: Protokoli feto-maternalne medicine. Urednici: Cvetković M, Ljubić A. Medicina Moderna, Beograd 2002.155-158.
- Jovanović-Tajfl S, Vrzić S. Benigni tumori uterusa. U: Ginekologija. Urednik: Petković S. Elit Medica i Draslar, Beograd 2004. 393-401.
- Žižić V, Vrzić S. Sarkomi genitalnih organa žene. U: Ginekologija. Urednik: Petković S. Elit Medica i Draslar, Beograd 2004. 600-605.
- Vrzić-Petronijević S. Kardiotokografija. U: Ginekologija i akušerstvo, Udžbenik za studente medicine. Medicinski fakultet Univerziteta u Beogradu, CIBID – Centar za izdavačku, bibliotečku informativnu delatnost, Beograd, 2005. 347-354.
- Likić-Lađević I, Argirović R, Vrzić-Petronijević S, Lađević N. Prokol lečenja preeklampsije i eklampsije i prevremeni porođaj u reanimatologiji. U: Lađević N. Protokoli lečenja urgentnih stanja u reanimatologiji. Edit print, Beograd 2005. 142-158.
- Vrzić-Petronijević S. Kardiotokografija. U: Ginekologija i akušerstvo, Udžbenik za studente medicine. Medicinski fakultet Univerziteta u Beogradu, CIBID – Centar za izdavačku, bibliotečku i informativnu delatnost, Beograd 2011. 347-354.
- Vrzić Petronijević S. Porođaj kod trudnica sa diabetes mellitusom. U:.Praktikum iz porodiljstva za studente medicine. Urednici: Miloš Petronijević i Snežana Rakić. Medicinski fakultet Beograd, 2013. pp 82–87.
- Vrzić Petronijević S. Porođaj kod trudnica sa hipertenzivnim sindromom. U:.Praktikum iz porodiljstva za studente medicine. Urednici: Miloš Petronijević i Snežana Rakić. Medicinski fakultet Beograd, 2013. pp 88–93.
- Vrzić Petronijević S. Porođaj kod trudnica sa srčanim oboljenjima. U:Praktikum iz porodiljstva za studente medicine. Urednici: Miloš Petronijević i Snežana Rakić. Medicinski fakultet Beograd, 2013. pp 94–95.
- Vrzić Petronijević S. Porođaj kod trudnica sa aloimunizacijom. U:Praktikum iz porodiljstva za studente medicine. Urednici: Miloš Petronijević i Snežana Rakić. Medicinski fakultet Beograd, 2013. pp 98–99.
- Vrzić Petronijević S. Kardiotokografija u porođaju. U:Praktikum iz porodiljstva za studente medicine. Urednici: Miloš Petronijević i Snežana Rakić. Medicinski fakultet Beograd, 2013. pp 151–161.
- Petronijević M, Vrzić Petronijević S. Tok i vođenje porođaja. U: Anestezija u akušerstvu. Urednik: Tatjana Ilić-Mostić, Medicinski fakultet Beograd, 2016. pp 235–246.
- Kutlešić M, Ilić Mostić T, Mirković Lj, Vrzić Petronijević S, Varagić Marković S, Glišić A. Eklampsija. U: Anestezija u akušerstvu. Urednik: Tatjana Ilić-Mostić, Medicinski fakultet Beograd, 2016. pp 495–514.
- Ilić Mostić T, Vrzić Petronijević S, Mostić D, Čolović R, Šibalić M, Popović N. Trauma u trudnoći. U: Anestezija u akušerstvu. Urednik: Tatjana Ilić-Mostić, Medicinski fakultet Beograd, 2016. pp 763–762.
- Vrzić Petronijević S, Stamenković J. Prenatalni skrining na kongenitalne srčane mane. U: Humana reprodukcija. Urednik: Radunović N, Medicinski fakultet Beograd, 2013. pp 382–385.
- Vrzić Petronijević S. Menstrualni ciklus. U: Humana reprodukcija. Urednik: Radunović N, Medicinski fakultet Beograd, 2013. pp 189–197.

## Spoljašnje veze
- „Odeljenje Poliklinika – perinatologija”. Klinika za ginekologiju i akušerstvo. Приступљено 7. 3. 2018.
- „Трибина: Фолна киселина и њена примена у Србији”. Дом омладине Београда.
- „"Petronijević"”.